# Bismarck (North Dakota)
Bismarck ist die Hauptstadt des US-Bundesstaates North Dakota und des Burleigh County. Die Stadt am Missouri River ist die zweitgrößte des Bundesstaates. Sie ist Sitz eines katholischen Bistums und gilt als wichtiges Handelszentrum für Weizen und Vieh.

## Geschichte
Bevor europäische Siedler das Gebiet um das heutige Bismarck erreichten, lebten hier Ureinwohner des Stammes Mandan. Die Stadt wurde im Jahre 1872 als Edwinton gegründet. Der Name Edwinton geht auf Edwin Ferry Johnson (1803–1872) zurück, einen Oberingenieur der Eisenbahngesellschaft Northern Pacific Railway.

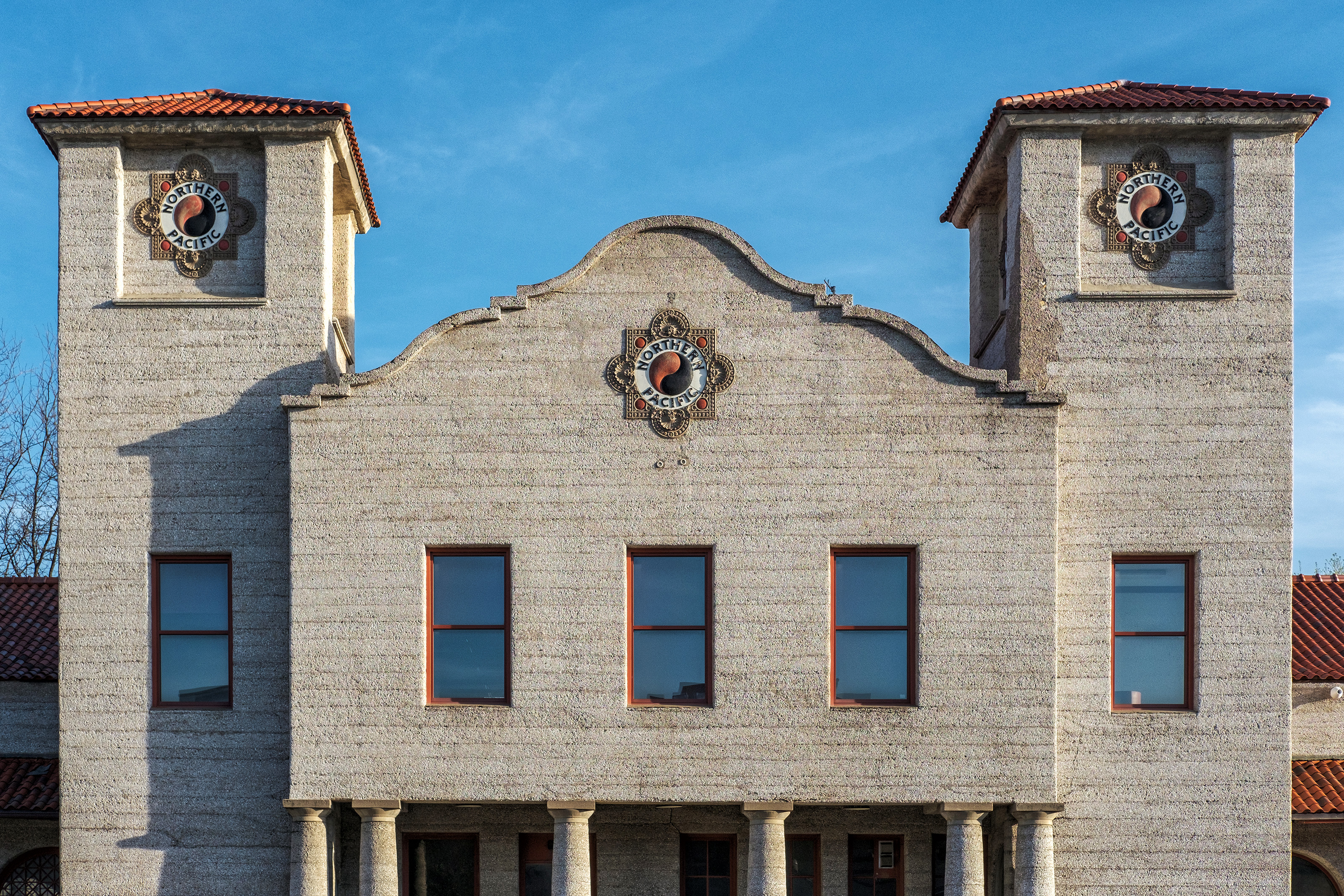
Das ehemalige Depot der Northern Pacific Railway aus dem Jahr 1901 in der Innenstadt Bismarcks.

Der heutige Name Bismarck, der 1873 von der Northern Pacific Railway eingeführt wurde, leitet sich vom damaligen deutschen Reichskanzler Otto von Bismarck ab. Man wollte damit den deutschen Kanzler ehren und hoffte, deutsche Einwanderer in die Stadt zu locken. Zu einer Einwanderungswelle kam es jedoch erst, als in der Nähe (Black Hills) 1874 Gold gefunden wurde. 1883 wurde Bismarck Hauptstadt des Dakota-Territoriums. 1889 wurde sie schließlich die Hauptstadt des Bundesstaates North Dakota.

### Einwohnerentwicklung
| Jahr | Einwohner |
| ---- | --------- |
| 1980 | 44.485    |
| 1990 | 49.272    |
| 2000 | 55.532    |
| 2010 | 61.272    |
| 2020 | 73.622    |

### Bevölkerung
2020 lebten in der Stadt 73.622 Menschen in 32.044 Haushalten. Die Bevölkerung der Stadt bestand zu 90 % aus Weißen, zu 2,5 % aus Afroamerikanern, zu 4,3 % aus amerikanischen Ureinwohnern, zu 0,9 % aus Asiaten, zu 0,1 % aus hawaiianischen Ureinwohnern und zu 2,5 % aus Hispanoamerikanern oder Latinos. 1,8 % der Bevölkerung sind zwei oder mehr Ethnien angehörig. Es gab 32.044 Haushalte, die durchschnittliche Haushaltsgröße betrug 2,2. 6,7 % der Einwohner waren jünger als fünf Jahre; 21,8 % der Einwohner waren zwischen sechs und 18 Jahren alt; 17 % der Einwohner waren über 65 Jahre alt. Die Geschlechterzusammensetzung der Stadt betrug 49,6 % Männer und 50,4 % Frauen.

## Kultur und Sehenswürdigkeiten

### Stadtbild
Der Gebäudekomplex North Dakota State Capitol befindet sich nördlich der Innenstadt Bismarcks. Sein zentrales Element ist das 19-stöckige State Capitol im Stil des Art déco, das mit seiner Höhe von 74 Metern das höchste Gebäude North Dakotas ist. Das State Capitol bestimmt das Bild des Stadtzentrums und kann bei gutem Wetter leicht aus einer Entfernung von 30 km gesehen werden. Daher erlangte dieses Hochhaus den Spitznamen Skyscraper on the Prairie. Das Gebäude wurde im Jahr 1934, zur Zeit der Großen Depression, fertiggestellt und ersetzte das erste State Capitol, das 1930 bis auf die Grundmauern niedergebrannt war. Auf dem Gelände des North Dakota State Capitol befinden sich außerdem das North Dakota Heritage Center, die North Dakota State Library, der Wohnsitz des Gouverneurs von North Dakota, das State Office Building und das Liberty Memorial Building.

### National Park Service

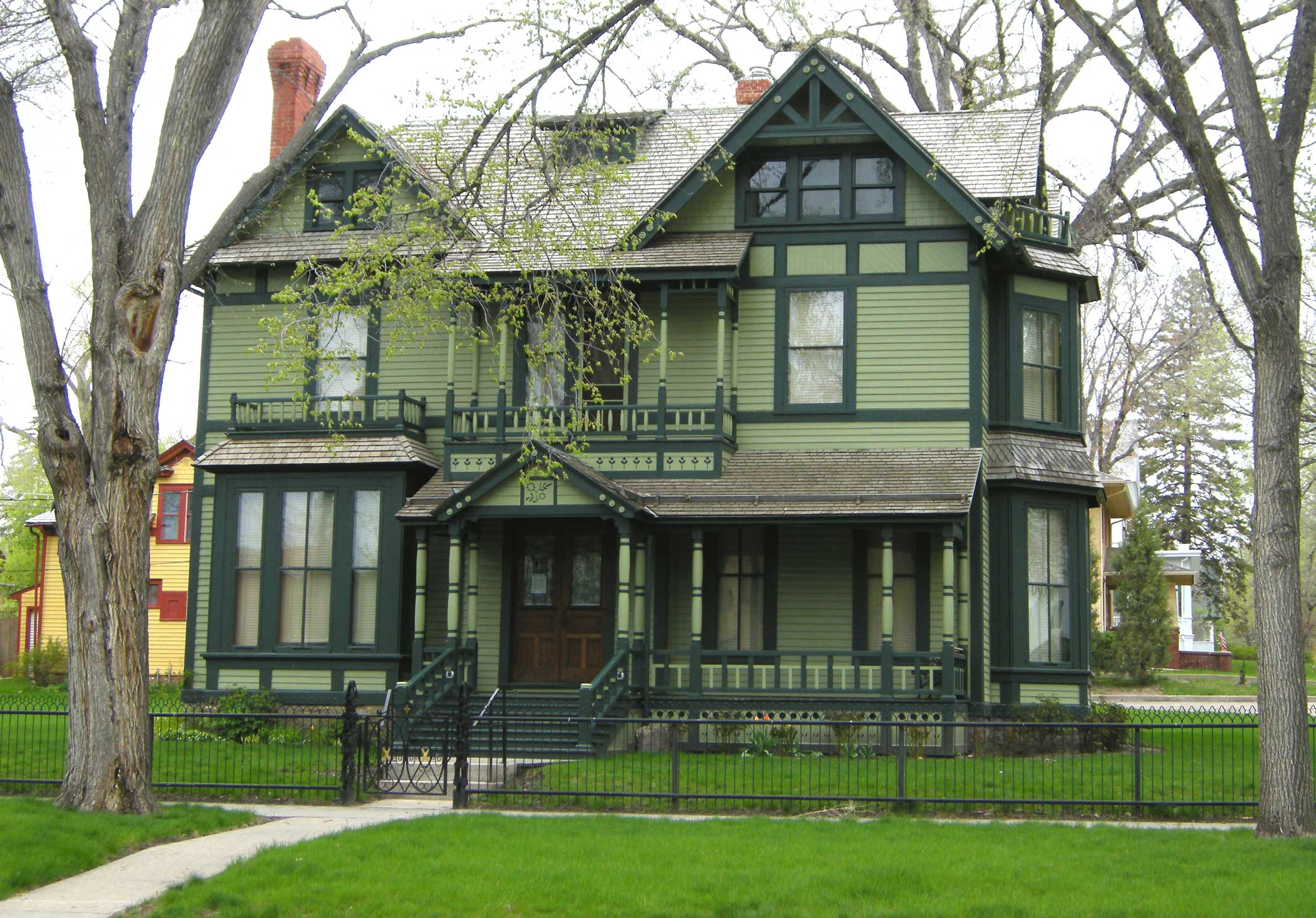
Die Former North Dakota Executive Mansion ist einer von 23 Einträgen Bismarcks im NRHP.

Der National Park Service weist für Bismarck 23 Bauwerke und Stätten aus, die im National Register of Historic Places (NRHP) eingetragen sind (Stand 9. November 2018).

## Verkehr
Der Bismarck Municipal Airport befindet sich 5 km südöstlich der Stadt.

## Persönlichkeiten
Söhne und Töchter der Stadt:
- Merrill Pye (1902–1975), Szenenbildner
- Jack Patera (1933–2018), American-Football-Spieler und -Trainer
- William A. Owens (* 1940), Admiral der US Navy, militärischer Berater und Wirtschaftsmanager
- Ed Schafer (* 1946), Politiker
- Kent Conrad (* 1948), Politiker
- Becky Fischer (* 1951), Pastorin der Pfingstbewegung
- John Hoeven (* 1957), Politiker
- Cindy Duehring (1962–1999), Aktivistin
- Drew Wrigley (* 1965), Politiker
- Woody McBride (* 1967), Musiker, Produzent und DJ
- Paula Broadwell (* 1972), Journalistin und Anti-Terrorismus-Expertin
- Leslie Bibb (* 1974), Schauspielerin
- Mike Peluso (* 1974), Eishockeyspieler
- Michael Eckroth (* 1975), Jazzmusiker
- Scott Fankhouser (* 1975), Eishockeytorwart und Assistenztrainer
- Cara Mund (* 1993), Miss America und Politikerin

## Namensvarianten
Die Stadt besitzt einige Bezeichnungsvarianten:
- Bismark[6]
- Edwinton[7]
- The Crossing[7]

## Klimatabelle
|                       | Jan   | Feb   | Mär  | Apr  | Mai  | Jun  | Jul  | Aug  | Sep  | Okt  | Nov  | Dez   |   |      |
| Mittl. Tagesmax. (°C) | −6,6  | −3,1  | 3,6  | 12,7 | 19,9 | 25,1 | 29,1 | 28,2 | 21,6 | 14,8 | 4,1  | −4,2  | ⌀ | 12,2 |
| Mittl. Tagesmin. (°C) | −18,7 | −14,9 | −7,9 | −0,6 | 5,7  | 10,9 | 13,6 | 12,2 | 6,2  | 0,3  | −7,9 | −15,9 | ⌀ | −1,4 |
|                       |       |       |      |      |      |      |      |      |      |      |      |       |   |      |
| Niederschlag (mm)     | 11,4  | 10,9  | 19,6 | 42,4 | 55,4 | 69,1 | 54,4 | 43,7 | 37,8 | 22,9 | 12,4 | 13,0  | Σ | 393  |
|                       |       |       |      |      |      |      |      |      |      |      |      |       |   |      |
| Sonnenstunden (h/d)   | 4,5   | 5,6   | 6,6  | 7,6  | 8,6  | 9,4  | 10,3 | 10,0 | 8,3  | 6,5  | 4,4  | 5,1   | ⌀ | 7,3  |
|                       |       |       |      |      |      |      |      |      |      |      |      |       |   |      |
| Regentage (d)         | 3,7   | 3,0   | 3,7  | 6,1  | 7,1  | 8,3  | 6,5  | 5,4  | 5,1  | 3,4  | 3,4  | 4,3   | Σ | 60   |
|                       |       |       |      |      |      |      |      |      |      |      |      |       |   |      |
| Luftfeuchtigkeit (%)  | 71    | 72    | 70   | 62   | 60   | 65   | 62   | 61   | 64   | 64   | 72   | 75    | ⌀ | 66,5 |

| −18,7 |

| −14,9 |

| −7,9 |

| −0,6 |

| 5,7 |

| 10,9 |

| 13,6 |

| 12,2 |

| 6,2 |

| 0,3 |

| −7,9 |

| −15,9 |

| −18,7 |

| −14,9 |

| −7,9 |

| −0,6 |

| 5,7 |

| 10,9 |

| 13,6 |

| 12,2 |

| 6,2 |

| 0,3 |

| −7,9 |

| −15,9 |

Das Klima Bismarcks ist kontinental mit warmen Sommern und eisig kalten Wintern.